# Ліга 1 2015—2016
Чемпіонат Франції 2015—2016 (фр. Championnat de France de football 2015-2016) — 78-й сезон чемпіонату Франції з футболу. Сезон розпочався 7 серпня 2015 і фінішував 14 травня 2016. Чемпіоном достроково, за вісім турів до закінчення, став столичний клуб «Парі Сен-Жермен» (це шостий титул парижан).

## Зміни порівняно з попереднім сезоном
| Поз. | Клуби, які вибули до Ліги 2 |
| ---- | --------------------------- |
| 18   | Евіан                       |
| 19   | Мец                         |
| 20   | Ланс                        |

| Поз. | Клуби, які потрапили до Ліги 1 |
| ---- | ------------------------------ |
| 1    | Труа                           |
| 2    | Газелек                        |
| 3    | Анже                           |

## Команди учасники першості

### Стадіони
| Команда         | Місто      | Стадіон                      | Місткість |
| --------------- | ---------- | ---------------------------- | --------- |
| Анже            | Анже       | Стад Жан-Буен                | 16 500    |
| Бастія          | Бастія     | Арман-Сезарі                 | 17 000    |
| Бордо           | Бордо      | Матмют-Атлантик              | 42 115    |
| Газелек         | Аяччо      | Стад Анже Казанова           | 5000      |
| Генгам          | Генгам     | Стад де Рудуру               | 18 256    |
| Кан             | Кан        | Стад Мішель Д'Орнано         | 21 215    |
| Лілль           | Лілль      | П'єр-Моруа                   | 50 157    |
| Ліон            | Ліон       | Стад де Жерлан               | 41 842    |
| Лор'ян          | Лор'ян     | Стад дю Мустуар              | 18 500    |
| Марсель         | Марсель    | Велодром                     | 67 394    |
| Монако          | Монако     | Луї II                       | 18 523    |
| Монпельє        | Монпельє   | Стад де ла Моссон            | 32 950    |
| Нант            | Нант       | Стад де Божуар — Луї Фонтено | 37 473    |
| Ніцца           | Ніцца      | Альянц Рив'єра               | 35 624    |
| Парі Сен-Жермен | Париж      | Парк де Пренс                | 48 527    |
| Реймс           | Реймс      | Стад Огюст Делон             | 21 608    |
| Ренн            | Ренн       | Руазон-Парк                  | 29 778    |
| Сент-Етьєн      | Сент-Етьєн | Жоффруа Гішар                | 41 975    |
| Труа            | Труа       | Стад де л'Об                 | 20 400    |
| Тулуза          | Тулуза     | Муніципальний стадіон        | 35 575    |

## Турнірна таблиця
| М   | Команда         | І  | В  | Н  | П  | МЗ  | МП | РМ  | О  |
| --- | --------------- | -- | -- | -- | -- | --- | -- | --- | -- |
| 1.  | Парі Сен-Жермен | 38 | 30 | 6  | 2  | 102 | 19 | +83 | 96 |
| 2.  | Ліон            | 38 | 19 | 8  | 11 | 67  | 43 | +24 | 65 |
| 3.  | Монако          | 38 | 17 | 14 | 7  | 57  | 50 | +7  | 65 |
| 4.  | Ніцца           | 38 | 18 | 9  | 11 | 58  | 41 | +17 | 63 |
| 5.  | Лілль           | 38 | 15 | 15 | 8  | 39  | 27 | +12 | 60 |
| 6.  | Сент-Етьєн      | 38 | 17 | 7  | 14 | 42  | 37 | +5  | 58 |
| 7.  | Кан             | 38 | 16 | 6  | 16 | 39  | 52 | −13 | 54 |
| 8.  | Ренн            | 38 | 13 | 13 | 12 | 52  | 54 | −2  | 52 |
| 9.  | Анже            | 38 | 13 | 11 | 14 | 40  | 38 | +2  | 50 |
| 10. | Бастія          | 38 | 14 | 8  | 16 | 36  | 42 | −6  | 50 |
| 11. | Бордо           | 38 | 12 | 14 | 12 | 50  | 57 | −7  | 50 |
| 12. | Монпельє        | 38 | 14 | 7  | 17 | 49  | 47 | +2  | 49 |
| 13. | Марсель         | 38 | 10 | 18 | 10 | 48  | 42 | +6  | 48 |
| 14. | Нант            | 38 | 12 | 12 | 14 | 33  | 44 | −11 | 48 |
| 15. | Лор'ян          | 38 | 11 | 13 | 14 | 47  | 58 | −11 | 46 |
| 16. | Генгам          | 38 | 11 | 11 | 16 | 47  | 56 | −9  | 44 |
| 17. | Тулуза          | 38 | 9  | 13 | 16 | 45  | 55 | −10 | 40 |
| 18. | Реймс           | 38 | 10 | 9  | 19 | 44  | 57 | −13 | 39 |
| 19. | Газелек         | 38 | 8  | 13 | 17 | 37  | 58 | −21 | 37 |
| 20. | Труа            | 38 | 3  | 9  | 26 | 28  | 83 | −55 | 18 |

Позначення:
|  | — участь у Лізі чемпіонів 2016/17                             |
|  | — участь у кваліфікаційному раунді Ліги чемпіонів 2016/17     |
|  | — участь у кваліфікаційному раунді Ліги Європи УЄФА 2016—2017 |
|  | — клуби, що вибувають до Ліги 2                               |

## Результати

### 1 коло
| Лілль    | 0 - 1 [Архівовано 9 серпня 2015 у Wayback Machine.]  | ПСЖ        | П'єр-Моруа            | 7 серпня | 20:30 |
| Марсель  | 0 - 1 [Архівовано 11 серпня 2015 у Wayback Machine.] | Кан        | Велодром              | 8 серпня | 21:00 |
| Монпельє | 0 - 2 [Архівовано 11 серпня 2015 у Wayback Machine.] | Анже       | Стад де ла Моссон     | 8 серпня | 21:00 |
| Ніцца    | 1 - 2 [Архівовано 11 серпня 2015 у Wayback Machine.] | Монако     | Стад дю Рей           | 8 серпня | 21:00 |
| Нант     | 1 - 0 [Архівовано 10 серпня 2015 у Wayback Machine.] | Генгам     | Божуар — Луї Фонтено  | 8 серпня | 21:00 |
| Бастія   | 2 - 1 [Архівовано 11 серпня 2015 у Wayback Machine.] | Ренн       | Арман Сезарі          | 8 серпня | 21:00 |
| Труа     | 0 - 0 [Архівовано 11 серпня 2015 у Wayback Machine.] | Газелек    | Стад де Льоб          | 8 серпня | 21:00 |
| Бордо    | 1 - 2 [Архівовано 11 серпня 2015 у Wayback Machine.] | Реймс      | Стад Шабан-Дельма     | 9 серпня | 17:00 |
| Тулуза   | 2 - 1 [Архівовано 11 серпня 2015 у Wayback Machine.] | Сент-Етьєн | Муніципальний стадіон | 9 серпня | 17:00 |
| Ліон     | 0 - 0 [Архівовано 24 серпня 2016 у Wayback Machine.] | Лор'ян     | Стад де Жерлан        | 9 серпня | 21:00 |

| Монако     | 0 - 0 [Архівовано 16 серпня 2015 у Wayback Machine.] | Лілль    | Луї II          | 14 серпня | 20:30 |
| Сент-Етьєн | 1 - 1 [Архівовано 17 серпня 2015 у Wayback Machine.] | Бордо    | Жеффру-Гішар    | 15 серпня | 17:00 |
| Ренн       | 1 - 0 [Архівовано 17 серпня 2015 у Wayback Machine.] | Монпельє | Рут де Лор'ян   | 15 серпня | 20:00 |
| Труа       | 3 - 3 [Архівовано 17 серпня 2015 у Wayback Machine.] | Ніцца    | Стад де Льоб    | 15 серпня | 20:00 |
| Кан        | 1 - 0 [Архівовано 18 серпня 2015 у Wayback Machine.] | Тулуза   | Мішель Д'Орнано | 15 серпня | 20:00 |
| Генгам     | 0 - 1 [Архівовано 17 серпня 2015 у Wayback Machine.] | Ліон     | Стад дю Рудуру  | 15 серпня | 20:00 |
| Анже       | 0 - 0 [Архівовано 18 серпня 2015 у Wayback Machine.] | Нант     | Жан Буен        | 15 серпня | 20:00 |
| Реймс      | 1 - 0 [Архівовано 18 серпня 2015 у Wayback Machine.] | Марсель  | Огюст Делон     | 16 серпня | 14:00 |
| Лор'ян     | 1 - 1 [Архівовано 15 серпня 2015 у Wayback Machine.] | Бастія   | Стад дю Мустуар | 16 серпня | 17:00 |
| ПСЖ        | 2 - 0 [Архівовано 15 серпня 2015 у Wayback Machine.] | Газелек  | Парк де Пренс   | 16 серпня | 21:00 |

| Монпельє | 0 - 1 [Архівовано 24 серпня 2015 у Wayback Machine.] | ПСЖ        | Стад де ла Моссон     | 21 серпня | 20:30 |
| Ліон     | 1 - 2 [Архівовано 24 серпня 2015 у Wayback Machine.] | Ренн       | Стад де Жерлан        | 22 серпня | 17:00 |
| Ніцца    | 2 - 1 [Архівовано 24 серпня 2015 у Wayback Machine.] | Кан        | Стад дю Рей           | 22 серпня | 20:00 |
| Нант     | 1 - 0 [Архівовано 24 серпня 2015 у Wayback Machine.] | Реймс      | Божуар — Луї Фонтено  | 22 серпня | 20:00 |
| Бастія   | 3 - 0 [Архівовано 24 серпня 2015 у Wayback Machine.] | Генгам     | Арман Сезарі          | 22 серпня | 20:00 |
| Тулуза   | 1 - 1 [Архівовано 24 серпня 2015 у Wayback Machine.] | Монако     | Муніципальний стадіон | 22 серпня | 20:00 |
| Газелек  | 0 - 2 [Архівовано 24 серпня 2015 у Wayback Machine.] | Анже       | Анже Казанова         | 22 серпня | 20:00 |
| Лілль    | 0 - 0 [Архівовано 20 серпня 2015 у Wayback Machine.] | Бордо      | П'єр-Моруа            | 23 серпня | 14:00 |
| Лор'ян   | 0 - 1 [Архівовано 20 серпня 2015 у Wayback Machine.] | Сент-Етьєн | Стад дю Мустуар       | 23 серпня | 17:00 |
| Марсель  | 6 - 0 [Архівовано 26 серпня 2015 у Wayback Machine.] | Труа       | Велодром              | 23 серпня | 21:00 |

| Генгам     | 2 - 0 [Архівовано 31 серпня 2015 у Wayback Machine.]   | Марсель         | Стад дю Рудуру    | 28 серпня | 20:30 |
| Кан        | 0 - 4 [Архівовано 31 серпня 2015 у Wayback Machine.]   | Ліон            | Мішель Д'Орнано   | 29 серпня | 17:00 |
| Ренн       | 3 - 1 [Архівовано 31 серпня 2015 у Wayback Machine.]   | Тулуза          | Рут де Лор'ян     | 29 серпня | 20:00 |
| Лілль      | 1 - 0 [Архівовано 31 серпня 2015 у Wayback Machine.]   | Газелек         | П'єр-Моруа        | 29 серпня | 20:00 |
| Труа       | 0 - 0 [Архівовано 31 серпня 2015 у Wayback Machine.]   | Монпельє        | Стад де Льоб      | 29 серпня | 20:00 |
| Анже       | 1 - 1 [Архівовано 31 серпня 2015 у Wayback Machine.]   | Ніцца           | Жан Буен          | 29 серпня | 20:00 |
| Реймс      | 4 - 1 [Архівовано 2 листопада 2015 у Wayback Machine.] | Лор'ян          | Огюст Делон       | 29 серпня | 20:00 |
| Сент-Етьєн | 2 - 1 [Архівовано 1 вересня 2015 у Wayback Machine.]   | Бастія          | Жеффру-Гішар      | 30 серпня | 14:00 |
| Бордо      | 2 - 0 [Архівовано 1 вересня 2015 у Wayback Machine.]   | Нант            | Стад Шабан-Дельма | 30 серпня | 17:00 |
| Монако     | 0 - 3 [Архівовано 2 вересня 2015 у Wayback Machine.]   | Парі Сен-Жермен | Луї II            | 30 серпня | 21:00 |

| Парі Сен-Жермен | 2 - 2 [Архівовано 12 вересня 2015 у Wayback Machine.] | Бордо      | Парк де Пренс         | 11 вересня | 20:30 |
| Ліон            | 0 - 0 [Архівовано 12 вересня 2015 у Wayback Machine.] | Лілль      | Стад де Жерлан        | 12 вересня | 17:00 |
| Тулуза          | 0 - 0 [Архівовано 12 вересня 2015 у Wayback Machine.] | Реймс      | Муніципальний стадіон | 12 вересня | 20:00 |
| Монпельє        | 1 - 2 [Архівовано 12 вересня 2015 у Wayback Machine.] | Сент-Етьєн | Стад де ла Моссон     | 12 вересня | 20:00 |
| Ніцца           | 0 - 1 [Архівовано 12 вересня 2015 у Wayback Machine.] | Генгам     | Стад дю Рей           | 12 вересня | 20:00 |
| Лор'ян          | 3 - 1 [Архівовано 4 вересня 2015 у Wayback Machine.]  | Анже       | Стад дю Мустуар       | 12 вересня | 20:00 |
| Труа            | 1 - 3 [Архівовано 12 вересня 2015 у Wayback Machine.] | Кан        | Стад де Льоб          | 12 вересня | 20:00 |
| Газелек         | 0 - 1 [Архівовано 12 вересня 2015 у Wayback Machine.] | Монако     | Анже Казанова         | 13 вересня | 14:00 |
| Нант            | 0 - 2 [Архівовано 12 вересня 2015 у Wayback Machine.] | Ренн       | Божуар — Луї Фонтено  | 13 вересня | 17:00 |
| Марсель         | TBA [Архівовано 12 вересня 2015 у Wayback Machine.]   | Бастія     | Велодром              | 13 вересня | 21:00 |

| Ренн       | 1 - 1 [Архівовано 23 вересня 2015 у Wayback Machine.] | Лілль           | Руазон-Парк     | 18 вересня | 20:30 |
| Реймс      | 1 - 1 [Архівовано 23 вересня 2015 у Wayback Machine.] | Парі Сен-Жермен | Огюст-Делон     | 19 вересня | 17:00 |
| Кан        | 2 - 1 [Архівовано 23 вересня 2015 у Wayback Machine.] | Монпельє        | Мішель-Д'Орнано | 19 вересня | 20:00 |
| Генгам     | 2 - 1 [Архівовано 23 вересня 2015 у Wayback Machine.] | Газелек         | Стад де Рудуру  | 19 вересня | 20:00 |
| Анже       | 1 - 0 [Архівовано 18 жовтня 2016 у Wayback Machine.]  | Труа            | Жан-Буен        | 19 вересня | 20:00 |
| Бастія     | 1 - 3 [Архівовано 23 вересня 2015 у Wayback Machine.] | Ніцца           | Арман-Сезарі    | 19 вересня | 20:00 |
| Бордо      | 1 - 1 [Архівовано 23 вересня 2015 у Wayback Machine.] | Тулуза          | Матмют-Атлантик | 20 вересня | 14:00 |
| Монако     | 2 - 3 [Архівовано 23 вересня 2015 у Wayback Machine.] | Лор'ян          | Стадіон Луї II  | 20 вересня | 17:00 |
| Сент-Етьєн | 2 - 0 [Архівовано 23 вересня 2015 у Wayback Machine.] | Нант            | Жоффруа-Гішар   | 20 вересня | 17:00 |
| Марсель    | 1 - 1 [Архівовано 23 вересня 2015 у Wayback Machine.] | Ліон            | Велодром        | 20 вересня | 21:00 |

| Анже            | 0 - 0 [Архівовано 24 вересня 2015 у Wayback Machine.] | Реймс      | Жан-Буен              | 22 вересня | 19:00 |
| Парі Сен-Жермен | 3 - 0 [Архівовано 24 вересня 2015 у Wayback Machine.] | Генгам     | Парк де Пренс         | 22 вересня | 21:00 |
| Труа            | 0 - 1 [Архівовано 26 вересня 2015 у Wayback Machine.] | Сент-Етьєн | Стад-де-л'Об          | 23 вересня | 19:00 |
| Ліон            | 2 - 0 [Архівовано 25 вересня 2015 у Wayback Machine.] | Бастія     | Стад де Жерлан        | 23 вересня | 19:00 |
| Ніцца           | 6 - 1 [Архівовано 25 вересня 2015 у Wayback Machine.] | Бордо      | Альянц-Рив'єра        | 23 вересня | 19:00 |
| Лор'ян          | 2 - 0 [Архівовано 23 вересня 2015 у Wayback Machine.] | Кан        | Стад дю Мустуар       | 23 вересня | 19:00 |
| Газелек         | 1 - 1 [Архівовано 25 вересня 2015 у Wayback Machine.] | Ренн       | Анж-Казанова          | 23 вересня | 19:00 |
| Тулуза          | 1 - 1 [Архівовано 26 вересня 2015 у Wayback Machine.] | Марсель    | Муніципальний стадіон | 23 вересня | 21:00 |
| Монпельє        | 2 - 3 [Архівовано 26 вересня 2015 у Wayback Machine.] | Монако     | Стад де ла Моссон     | 24 вересня | 18:55 |
| Лілль           | 0 - 1 [Архівовано 7 серпня 2017 у Wayback Machine.]   | Нант       | П'єр-Моруа            | 29 вересня | 18:30 |

| Реймс      | 1 - 0 [Архівовано 28 листопада 2015 у Wayback Machine.] | Лілль           | Огюст-Делон          | 25 вересня | 20:30 |
| Нант       | 1 - 4 [Архівовано 25 вересня 2015 у Wayback Machine.]   | Парі Сен-Жермен | Божуар — Луї Фонтено | 26 вересня | 17:30 |
| Ренн       | 0 - 0 [Архівовано 25 вересня 2015 у Wayback Machine.]   | Труа            | Руазон-Парк          | 26 вересня | 20:00 |
| Кан        | 2 - 0 [Архівовано 25 вересня 2015 у Wayback Machine.]   | Газелек         | Мішель-Д'Орнано      | 26 вересня | 20:00 |
| Бордо      | 3 - 1 [Архівовано 25 вересня 2015 у Wayback Machine.]   | Ліон            | Матмют-Атлантик      | 26 вересня | 20:00 |
| Бастія     | 3 - 0 [Архівовано 25 вересня 2015 у Wayback Machine.]   | Тулуза          | Арман-Сезарі         | 26 вересня | 20:00 |
| Марсель    | 1 - 2 [Архівовано 25 вересня 2015 у Wayback Machine.]   | Анже            | Велодром             | 27 вересня | 14:00 |
| Монпельє   | 2 - 1 [Архівовано 28 вересня 2015 у Wayback Machine.]   | Лор'ян          | Стад де ла Моссон    | 27 вересня | 17:00 |
| Генгам     | 3 - 3 [Архівовано 25 вересня 2015 у Wayback Machine.]   | Монако          | Стад де Рудуру       | 27 вересня | 17:00 |
| Сент-Етьєн | 1 - 4 [Архівовано 6 квітня 2016 у Wayback Machine.]     | Ніцца           | Жоффруа-Гішар        | 27 вересня | 21:00 |

| Лілль           | 2 - 0 [Архівовано 6 квітня 2016 у Wayback Machine.]    | Монпельє   | П'єр-Моруа      | 2 жовтня    | 20:30 |
| Ліон            | 1 - 0 [Архівовано 6 жовтня 2015 у Wayback Machine.]    | Реймс      | Стад де Жерлан  | 3 жовтня    | 17:30 |
| Труа            | 0 - 1 [Архівовано 6 жовтня 2015 у Wayback Machine.]    | Генгам     | Стад-де-л'Об    | 3 жовтня    | 20:00 |
| Анже            | 1 - 0 [Архівовано 5 жовтня 2015 у Wayback Machine.]    | Бастія     | Жан-Буен        | 3 жовтня    | 20:00 |
| Газелек         | 2 - 2 [Архівовано 4 жовтня 2015 у Wayback Machine.]    | Тулуза     | Анж-Казанова    | 3 жовтня    | 20:00 |
| Монако          | 1 - 1 [Архівовано 6 жовтня 2015 у Wayback Machine.]    | Ренн       | Луї II          | 4 жовтня    | 14:00 |
| Кан             | 1 - 0 [Архівовано 4 жовтня 2015 у Wayback Machine.]    | Сент-Етьєн | Мішель-Д'Орнано | 4 жовтня    | 17:00 |
| Лор'ян          | 3 - 2 [Архівовано 23 жовтня 2015 у Wayback Machine.]   | Бордо      | Стад дю Мустуар | 4 жовтня    | 17:00 |
| Парі Сен-Жермен | 2 - 1 [Архівовано 1 листопада 2017 у Wayback Machine.] | Марсель    | Парк де Пренс   | 4 жовтня    | 21:00 |
| Ніцца           | 1 - 2 [Архівовано 25 вересня 2015 у Wayback Machine.]  | Нант       | Альянц-Рив'єра  | 4 листопада | 18:30 |

| Монако     | 1 - 1 [Архівовано 16 жовтня 2015 у Wayback Machine.]    | Ліон            | Луї II                | 16 жовтня | 20:30 |
| Бастія     | 0 - 2 [Архівовано 20 жовтня 2015 у Wayback Machine.]    | Парі Сен-Жермен | Арман-Сезарі          | 17 жовтня | 17:00 |
| Генгам     | 1 - 1 [Архівовано 21 листопада 2015 у Wayback Machine.] | Лілль           | Стад де Рудуру        | 17 жовтня | 20:00 |
| Сент-Етьєн | 2 - 0 [Архівовано 20 жовтня 2015 у Wayback Machine.]    | Газелек         | Жоффруа-Гішар         | 17 жовтня | 20:00 |
| Нант       | 3 - 0 [Архівовано 20 жовтня 2015 у Wayback Machine.]    | Труа            | Божуар — Луї Фонтено  | 17 жовтня | 20:00 |
| Тулуза     | 1 - 2 [Архівовано 20 жовтня 2015 у Wayback Machine.]    | Анже            | Муніципальний стадіон | 17 жовтня | 20:00 |
| Реймс      | 0 - 1 [Архівовано 20 жовтня 2015 у Wayback Machine.]    | Кан             | Огюст-Делон           | 17 жовтня | 20:00 |
| Марсель    | 1 - 1 [Архівовано 20 жовтня 2015 у Wayback Machine.]    | Лор'ян          | Велодром              | 18 жовтня | 14:00 |
| Бордо      | 0 - 0 [Архівовано 13 жовтня 2015 у Wayback Machine.]    | Монпельє        | Матмют-Атлантик       | 18 жовтня | 17:00 |
| Ренн       | 1 - 4 [Архівовано 20 жовтня 2015 у Wayback Machine.]    | Ніцца           | Руазон-Парк           | 18 жовтня | 21:00 |

| Кан             | 0 - 2 [Архівовано 26 жовтня 2015 у Wayback Machine.]    | Нант       | Мішель-Д'Орнано   | 23 жовтня | 18:30 |
| Ліон            | 3 - 0 [Архівовано 27 листопада 2015 у Wayback Machine.] | Тулуза     | Стад де Жерлан    | 23 жовтня | 20:30 |
| Лор'ян          | 1 - 1 [Архівовано 27 листопада 2015 у Wayback Machine.] | Ренн       | Стад дю Мустуар   | 24 жовтня | 17:00 |
| Монпельє        | 2 - 0 [Архівовано 26 жовтня 2015 у Wayback Machine.]    | Бастія     | Стад де ла Моссон | 24 жовтня | 20:00 |
| Анже            | 0 - 0 [Архівовано 26 жовтня 2015 у Wayback Machine.]    | Генгам     | Жан-Буен          | 24 жовтня | 20:00 |
| Газелек         | 3 - 1 [Архівовано 26 жовтня 2015 у Wayback Machine.]    | Ніцца      | Анж-Казанова      | 24 жовтня | 20:00 |
| Реймс           | 0 - 1 [Архівовано 27 жовтня 2015 у Wayback Machine.]    | Монако     | Огюст-Делон       | 25 жовтня | 14:00 |
| Лілль           | 1 - 2 [Архівовано 11 квітня 2016 у Wayback Machine.]    | Марсель    | П'єр-Моруа        | 25 жовтня | 17:00 |
| Бордо           | 1 - 0 [Архівовано 27 жовтня 2015 у Wayback Machine.]    | Труа       | Матмют-Атлантик   | 25 жовтня | 17:00 |
| Парі Сен-Жермен | 4 - 1 [Архівовано 27 жовтня 2015 у Wayback Machine.]    | Сент-Етьєн | Парк де Пренс     | 25 жовтня | 21:00 |

| Ренн       | 0 - 1 [Архівовано 29 жовтня 2015 у Wayback Machine.] | Парі Сен-Жермен | Руазон-Парк           | 30 жовтня   | 20:30 |
| Сент-Етьєн | 3 - 0 [Архівовано 29 жовтня 2015 у Wayback Machine.] | Реймс           | Жоффруа Гішар         | 31 жовтня   | 17:00 |
| Труа       | 0 - 1 [Архівовано 29 жовтня 2015 у Wayback Machine.] | Ліон            | Стад-де-л'Об          | 31 жовтня   | 20:00 |
| Генгам     | 2 - 2 [Архівовано 4 квітня 2016 у Wayback Machine.]  | Лор'ян          | Стад де Рудуру        | 31 жовтня   | 20:00 |
| Бастія     | 1 - 0 [Архівовано 29 жовтня 2015 у Wayback Machine.] | Кан             | Арман-Сезарі          | 31 жовтня   | 20:00 |
| Тулуза     | 1 - 1 [Архівовано 29 жовтня 2015 у Wayback Machine.] | Монпельє        | Муніципальний стадіон | 31 жовтня   | 20:00 |
| Газелек    | 2 - 0 [Архівовано 29 жовтня 2015 у Wayback Machine.] | Бордо           | Анж-Казанова          | 31 жовтня   | 20:00 |
| Ніцца      | 0 - 0 [Архівовано 5 жовтня 2015 у Wayback Machine.]  | Лілль           | Альянц Рив'єра        | 1 листопада | 14:00 |
| Монако     | 1 - 0 [Архівовано 29 жовтня 2015 у Wayback Machine.] | Анже            | Луї II                | 1 листопада | 17:00 |
| Нант       | 0 - 1 [Архівовано 29 жовтня 2015 у Wayback Machine.] | Марсель         | Божуар — Луї Фонтено  | 1 листопада | 21:00 |

| Анже            | 0 - 2 [Архівовано 10 травня 2017 у Wayback Machine.]    | Ренн       | Жан-Буен          | 6 листопада | 20:30 |
| Парі Сен-Жермен | 5 - 0 [Архівовано 9 листопада 2015 у Wayback Machine.]  | Тулуза     | Парк де Пренс     | 7 листопада | 17:00 |
| Лілль           | 0 - 0 [Архівовано 3 квітня 2016 у Wayback Machine.]     | Бастія     | П'єр-Моруа        | 7 листопада | 20:00 |
| Кан             | 2 - 1 [Архівовано 9 листопада 2015 у Wayback Machine.]  | Генгам     | Мішель-Д'Орнано   | 7 листопада | 20:00 |
| Монпельє        | 2 - 1 [Архівовано 9 листопада 2015 у Wayback Machine.]  | Нант       | Стад де ла Моссон | 7 листопада | 20:00 |
| Лор'ян          | 4 - 1 [Архівовано 9 листопада 2015 у Wayback Machine.]  | Труа       | Стад дю Мустуар   | 7 листопада | 20:00 |
| Реймс           | 1 - 2 [Архівовано 9 листопада 2015 у Wayback Machine.]  | Газелек    | Огюст-Делон       | 7 листопада | 20:00 |
| Марсель         | 0 - 1 [Архівовано 10 листопада 2015 у Wayback Machine.] | Ніцца      | Велодром          | 8 листопада | 17:00 |
| Бордо           | 3 - 1 [Архівовано 10 листопада 2015 у Wayback Machine.] | Монако     | Новий стадіон     | 8 листопада | 20:30 |
| Ліон            | 3 - 0 [Архівовано 10 листопада 2015 у Wayback Machine.] | Сент-Етьєн | Жерлан            | 8 листопада | 21:30 |

| Ніцца      | 3 - 0 [Архівовано 12 листопада 2015 у Wayback Machine.] | Ліон            | Альянц Рив'єра    | 20 листопада | 20:30 |
| Лор'ян     | 1 - 2 [Архівовано 24 листопада 2015 у Wayback Machine.] | Парі Сен-Жермен | Стад дю Мустуар   | 21 листопада | 17:30 |
| Труа       | 1 - 1 [Архівовано 24 листопада 2015 у Wayback Machine.] | Лілль           | Стад-де-л'Об      | 21 листопада | 20:00 |
| Монако     | 1 - 0 [Архівовано 12 листопада 2015 у Wayback Machine.] | Нант            | Стадіон Луї II    | 21 листопада | 20:00 |
| Монпельє   | 3 - 1 [Архівовано 12 листопада 2015 у Wayback Machine.] | Реймс           | Стад де ла Моссон | 21 листопада | 20:00 |
| Генгам     | 2 - 0 [Архівовано 12 листопада 2015 у Wayback Machine.] | Тулуза          | Стад де Рудуру    | 21 листопада | 20:00 |
| Бастія     | 1 - 2 [Архівовано 12 листопада 2015 у Wayback Machine.] | Газелек         | Арман-Сезарі      | 21 листопада | 20:00 |
| Кан        | 0 - 0 [Архівовано 12 листопада 2015 у Wayback Machine.] | Анже            | Мішель-Д'Орнано   | 22 листопада | 14:00 |
| Ренн       | 2 - 2 [Архівовано 12 листопада 2015 у Wayback Machine.] | Бордо           | Руазон-Парк       | 22 листопада | 17:00 |
| Сент-Етьєн | 0 - 2 [Архівовано 12 листопада 2015 у Wayback Machine.] | Марсель         | Жоффруа Гішар     | 22 листопада | 21:00 |

| Ліон            | 2 - 4 [Архівовано 30 листопада 2015 у Wayback Machine.] | Монпельє | Жерлан                | 27 листопада | 20:30 |
| Парі Сен-Жермен | 4 - 1 [Архівовано 2 грудня 2015 у Wayback Machine.]     | Труа     | Парк де Пренс         | 28 листопада | 17:00 |
| Нант            | 0 - 0 [Архівовано 1 грудня 2015 у Wayback Machine.]     | Бастія   | Божуар — Луї Фонтено  | 28 листопада | 20:00 |
| Анже            | 2 - 0 [Архівовано 5 березня 2016 у Wayback Machine.]    | Лілль    | Жан-Буен              | 28 листопада | 20:00 |
| Тулуза          | 2 - 0 [Архівовано 2 грудня 2015 у Wayback Machine.]     | Ніцца    | Муніципальний стадіон | 28 листопада | 20:00 |
| Реймс           | 2 - 2 [Архівовано 1 грудня 2015 у Wayback Machine.]     | Ренн     | Огюст-Делон           | 28 листопада | 20:00 |
| Газелек         | 1 - 1 [Архівовано 1 грудня 2015 у Wayback Machine.]     | Лор'ян   | Анж-Казанова          | 28 листопада | 20:00 |
| Сент-Етьєн      | 3 - 0 [Архівовано 2 грудня 2015 у Wayback Machine.]     | Генгам   | Жоффруа Гішар         | 29 листопада | 14:00 |
| Бордо           | 1 - 4 [Архівовано 2 грудня 2015 у Wayback Machine.]     | Кан      | Матмют-Атлантик       | 29 листопада | 17:00 |
| Марсель         | 3 - 3 [Архівовано 3 грудня 2015 у Wayback Machine.]     | Монако   | Велодром              | 29 листопада | 21:00 |

| Лор'ян   | 0 - 0 [Архівовано 4 грудня 2015 у Wayback Machine.] | Ніцца           | Стад дю Мустуар      | 1 грудня | 19:00 |
| Анже     | 0 - 0 [Архівовано 4 грудня 2015 у Wayback Machine.] | Парі Сен-Жермен | Жан-Буен             | 1 грудня | 19:00 |
| Нант     | 0 - 0 [Архівовано 5 грудня 2015 у Wayback Machine.] | Ліон            | Божуар — Луї Фонтено | 1 грудня | 21:00 |
| Труа     | 0 - 3 [Архівовано 5 грудня 2015 у Wayback Machine.] | Тулуза          | Стад-де-л'Об         | 2 грудня | 19:00 |
| Монако   | 1 - 1 [Архівовано 5 грудня 2015 у Wayback Machine.] | Кан             | Стадіон Луї II       | 2 грудня | 19:00 |
| Монпельє | 0 - 2 [Архівовано 5 грудня 2015 у Wayback Machine.] | Газелек         | Стад де ла Моссон    | 2 грудня | 19:00 |
| Генгам   | 1 - 2 [Архівовано 5 грудня 2015 у Wayback Machine.] | Реймс           | Стад де Рудуру       | 2 грудня | 19:00 |
| Бастія   | 1 - 0 [Архівовано 5 грудня 2015 у Wayback Machine.] | Бордо           | Арман-Сезарі         | 2 грудня | 19:00 |
| Лілль    | 1 - 0 [Архівовано 5 грудня 2015 у Wayback Machine.] | Сент-Етьєн      | П'єр-Моруа           | 2 грудня | 19:00 |
| Ренн     | 0 - 1 [Архівовано 6 грудня 2015 у Wayback Machine.] | Марсель         | Руазон-Парк          | 3 грудня | 21:00 |

| Ніцца      | 0 - 3 [Архівовано 7 грудня 2015 у Wayback Machine.] | Парі Сен-Жермен | Альянц Рив'єра        | 4 грудня | 20:30 |
| Ліон       | 0 - 2 [Архівовано 8 грудня 2015 у Wayback Machine.] | Анже            | Стад де Жерлан        | 5 грудня | 17:00 |
| Кан        | 1 - 2 [Архівовано 9 грудня 2015 у Wayback Machine.] | Лілль           | Мішель-Д'Орнано       | 5 грудня | 20:00 |
| Бастія     | 1 - 2 [Архівовано 9 грудня 2015 у Wayback Machine.] | Монако          | Арман-Сезарі          | 5 грудня | 20:00 |
| Тулуза     | 2 - 3 [Архівовано 9 грудня 2015 у Wayback Machine.] | Лор'ян          | Муніципальний стадіон | 5 грудня | 20:00 |
| Реймс      | 1 - 1 [Архівовано 8 грудня 2015 у Wayback Machine.] | Труа            | Огюст-Делон           | 5 грудня | 20:00 |
| Газелек    | 1 - 1 [Архівовано 8 грудня 2015 у Wayback Machine.] | Нант            | Анж-Казанова          | 5 грудня | 20:00 |
| Марсель    | 2 - 2 [Архівовано 9 грудня 2015 у Wayback Machine.] | Монпельє        | Велодром              | 6 грудня | 14:00 |
| Бордо      | 1 - 0 [Архівовано 9 грудня 2015 у Wayback Machine.] | Генгам          | Матмют-Атлантик       | 6 грудня | 17:00 |
| Сент-Етьєн | 1 - 1 [Архівовано 9 грудня 2015 у Wayback Machine.] | Ренн            | Жоффруа Гішар         | 6 грудня | 21:00 |

| Ренн            | 1 - 1 [Архівовано 14 грудня 2015 у Wayback Machine.] | Кан        | Руазон-Парк          | 11 грудня | 20:30 |
| Реймс           | 1 - 1 [Архівовано 15 грудня 2015 у Wayback Machine.] | Ніцца      | Огюст-Делон          | 12 грудня | 16:00 |
| Лілль           | 3 - 0 [Архівовано 3 квітня 2016 у Wayback Machine.]  | Лор'ян     | П'єр Моруа           | 12 грудня | 20:00 |
| Труа            | 1 - 1 [Архівовано 20 грудня 2015 у Wayback Machine.] | Бастія     | Стад-де-л'Об         | 12 грудня | 20:00 |
| Монпельє        | 2 - 1 [Архівовано 19 грудня 2015 у Wayback Machine.] | Генгам     | Стад де ла Моссон    | 12 грудня | 20:00 |
| Нант            | 1 - 1 [Архівовано 15 грудня 2015 у Wayback Machine.] | Тулуза     | Божуар — Луї Фонтено | 12 грудня | 20:00 |
| Монако          | 1 - 0 [Архівовано 16 грудня 2015 у Wayback Machine.] | Сент-Етьєн | Луї II               | 13 грудня | 14:00 |
| Марсель         | 1 - 1 [Архівовано 16 грудня 2015 у Wayback Machine.] | Газелек    | Велодром             | 13 грудня | 17:00 |
| Анже            | 1 - 1 [Архівовано 19 грудня 2015 у Wayback Machine.] | Бордо      | Жан-Буен             | 13 грудня | 17:00 |
| Парі Сен-Жермен | 5 - 1 [Архівовано 17 грудня 2015 у Wayback Machine.] | Ліон       | Парк де Пренс        | 13 грудня | 21:00 |

| Ніцца      | 1 - 0 [Архівовано 20 грудня 2015 у Wayback Machine.] | Монпельє        | Альянц Рив'єра        | 18 грудня | 20:30 |
| Кан        | 0 - 3 [Архівовано 21 грудня 2015 у Wayback Machine.] | Парі Сен-Жермен | Мішель-Д'Орнано       | 19 грудня | 17:00 |
| Труа       | 0 - 0 [Архівовано 22 грудня 2015 у Wayback Machine.] | Монако          | Стад-де-л'Об          | 19 грудня | 20:00 |
| Генгам     | 0 - 2 [Архівовано 12 грудня 2015 у Wayback Machine.] | Ренн            | Стад де Рудуру        | 19 грудня | 20:00 |
| Лор'ян     | 0 - 0 [Архівовано 12 грудня 2015 у Wayback Machine.] | Нант            | Стад дю Мустуар       | 19 грудня | 20:00 |
| Бастія     | 2 - 0 [Архівовано 12 грудня 2015 у Wayback Machine.] | Реймс           | Арман-Сезарі          | 19 грудня | 20:00 |
| Тулуза     | 1 - 1 [Архівовано 3 квітня 2016 у Wayback Machine.]  | Лілль           | Муніципальний стадіон | 19 грудня | 20:00 |
| Сент-Етьєн | 1 - 0 [Архівовано 22 грудня 2015 у Wayback Machine.] | Анже            | Жоффруа Гішар         | 20 грудня | 14:00 |
| Газелек    | 2 - 1 [Архівовано 23 грудня 2015 у Wayback Machine.] | Ліон            | Анж-Казанова          | 20 грудня | 17:00 |
| Бордо      | 1 - 1 [Архівовано 22 грудня 2015 у Wayback Machine.] | Марсель         | Новий стадіон         | 20 грудня | 21:00 |

### 2 коло
| Парі Сен-Жермен | 2 - 0 [Архівовано 11 січня 2016 у Wayback Machine.]   | Бастія     | Парк де Пренс        | 8 січня  | 20:30 |
| Ліон            | 4 - 1 [Архівовано 25 січня 2016 у Wayback Machine.]   | Труа       | Стад де Люм'єр       | 9 січня  | 17:00 |
| Ренн            | 2 - 2 [Архівовано 25 січня 2016 у Wayback Machine.]   | Лор'ян     | Руазон-Парк          | 9 січня  | 20:00 |
| Монако          | 2 - 2 [Архівовано 25 січня 2016 у Wayback Machine.]   | Газелек    | Стадіон Луї II       | 9 січня  | 20:00 |
| Монпельє        | 0 - 1 [Архівовано 25 січня 2016 у Wayback Machine.]   | Бордо      | Стад де ла Моссон    | 9 січня  | 20:00 |
| Анже            | 2 - 0 [Архівовано 25 січня 2016 у Wayback Machine.]   | Кан        | Жан-Буен             | 9 січня  | 20:00 |
| Реймс           | 1 - 3 [Архівовано 25 січня 2016 у Wayback Machine.]   | Тулуза     | Огюст-Делон          | 9 січня  | 20:00 |
| Нант            | 2 - 1 [Архівовано 24 січня 2016 у Wayback Machine.]   | Сент-Етьєн | Божуар — Луї Фонтено | 10 січня | 14:00 |
| Лілль           | 1 - 1 [Архівовано 16 березня 2016 у Wayback Machine.] | Ніцца      | П'єр Моруа           | 10 січня | 17:00 |
| Марсель         | 0 - 0 [Архівовано 16 січня 2016 у Wayback Machine.]   | Генгам     | Велодром             | 10 січня | 21:00 |

| Ніцца      | 2 - 1 [Архівовано 17 січня 2016 у Wayback Machine.] | Анже            | Альянц Рив'єра        | 15 січня | 20:30 |
| Тулуза     | 0 - 1 [Архівовано 18 січня 2016 у Wayback Machine.] | Парі Сен-Жермен | Муніципальний стадіон | 16 січня | 17:00 |
| Труа       | 2 - 4 [Архівовано 19 січня 2016 у Wayback Machine.] | Ренн            | Стад-де-л'Об          | 16 січня | 20:00 |
| Генгам     | 2 - 2 [Архівовано 19 січня 2016 у Wayback Machine.] | Нант            | Стад де Рудуру        | 16 січня | 20:00 |
| Бордо      | 1 - 0 [Архівовано 18 січня 2016 у Wayback Machine.] | Лілль           | Матмют-Атлантик       | 16 січня | 20:00 |
| Бастія     | 1 - 0 [Архівовано 19 січня 2016 у Wayback Machine.] | Монпельє        | Арман-Сезарі          | 16 січня | 20:00 |
| Газелек    | 2 - 2 [Архівовано 19 січня 2016 у Wayback Machine.] | Реймс           | Анж-Казанова          | 16 січня | 20:00 |
| Лор'ян     | 0 - 2 [Архівовано 19 січня 2016 у Wayback Machine.] | Монако          | Стад дю Мустуар       | 17 січня | 14:00 |
| Кан        | 1 - 3 [Архівовано 19 січня 2016 у Wayback Machine.] | Марсель         | Мішель-Д'Орнано       | 17 січня | 17:00 |
| Сент-Етьєн | 1 - 0 [Архівовано 16 січня 2016 у Wayback Machine.] | Ліон            | Жоффруа Гішар         | 17 січня | 21:00 |

| Ренн            | 1 - 0 [Архівовано 28 січня 2016 у Wayback Machine.] | Газелек    | Руазон-Парк          | 22 січня | 20:30 |
| Парі Сен-Жермен | 5 - 1 [Архівовано 26 січня 2016 у Wayback Machine.] | Анже       | Парк де Пренс        | 23 січня | 17:00 |
| Лілль           | 1 - 3 [Архівовано 29 січня 2016 у Wayback Machine.] | Труа       | П'єр-Моруа           | 23 січня | 20:00 |
| Монпельє        | 1 - 2 [Архівовано 29 січня 2016 у Wayback Machine.] | Кан        | Стад де ла Моссон    | 23 січня | 20:00 |
| Генгам          | 1 - 0 [Архівовано 29 січня 2016 у Wayback Machine.] | Бастія     | Стад де Рудуру       | 23 січня | 20:00 |
| Ніцца           | 2 - 1 [Архівовано 29 січня 2016 у Wayback Machine.] | Лор'ян     | Альянц Рив'єра       | 23 січня | 20:00 |
| Нант            | 2 - 2 [Архівовано 29 січня 2016 у Wayback Machine.] | Бордо      | Божуар — Луї Фонтено | 23 січня | 20:00 |
| Монако          | 4 - 0 [Архівовано 30 січня 2016 у Wayback Machine.] | Тулуза     | Луї II               | 24 січня | 14:00 |
| Реймс           | 1 - 1 [Архівовано 30 січня 2016 у Wayback Machine.] | Сент-Етьєн | Огюст-Делон          | 24 січня | 17:00 |
| Ліон            | 1 - 1 [Архівовано 31 січня 2016 у Wayback Machine.] | Марсель    | Стад де Жерлан       | 24 січня | 21:00 |

| Марсель    | 1 - 1 [Архівовано 11 квітня 2016 у Wayback Machine.] | Лілль           | Велодром              | 29 січня | 20:30 |
| Анже       | 3 - 0 [Архівовано 2 лютого 2016 у Wayback Machine.]  | Монако          | Жан-Буен              | 30 січня | 17:00 |
| Труа       | 0 - 1 [Архівовано 2 лютого 2016 у Wayback Machine.]  | Нант            | Стад-де-л'Об          | 30 січня | 20:00 |
| Лор'ян     | 2 - 0 [Архівовано 2 лютого 2016 у Wayback Machine.]  | Реймс           | Стад дю Мустуар       | 30 січня | 20:00 |
| Бастія     | 1 - 0 [Архівовано 2 лютого 2016 у Wayback Machine.]  | Ліон            | Арман-Сезарі          | 30 січня | 20:00 |
| Тулуза     | 1 - 2 [Архівовано 2 лютого 2016 у Wayback Machine.]  | Генгам          | Муніципальний стадіон | 30 січня | 20:00 |
| Газелек    | 0 - 4 [Архівовано 2 лютого 2016 у Wayback Machine.]  | Монпельє        | Анж-Казанова          | 30 січня | 20:00 |
| Кан        | 2 - 0 [Архівовано 2 лютого 2016 у Wayback Machine.]  | Ніцца           | Мішель-Д'Орнано       | 31 січня | 14:00 |
| Бордо      | 4 - 0 [Архівовано 2 лютого 2016 у Wayback Machine.]  | Ренн            | Матмют-Атлантик       | 31 січня | 17:00 |
| Сент-Етьєн | 0 - 2 [Архівовано 2 лютого 2016 у Wayback Machine.]  | Парі Сен-Жермен | Жоффруа Гішар         | 31 січня | 21:00 |

| Монако          | 2 - 0 [Архівовано 14 лютого 2016 у Wayback Machine.] | Бастія     | Луї II               | 2 лютого | 19:00 |
| Монпельє        | 0 - 1 [Архівовано 5 лютого 2016 у Wayback Machine.]  | Марсель    | Стад де ла Моссон    | 2 лютого | 21:00 |
| Лілль           | 1 - 0 [Архівовано 6 квітня 2016 у Wayback Machine.]  | Кан        | П'єр-Моруа           | 3 лютого | 19:00 |
| Ліон            | 3 - 0 [Архівовано 7 лютого 2016 у Wayback Machine.]  | Бордо      | Стад де Жерлан       | 3 лютого | 19:00 |
| Генгам          | 4 - 0 [Архівовано 7 лютого 2016 у Wayback Machine.]  | Труа       | Стад де Рудуру       | 3 лютого | 19:00 |
| Ніцца           | 1 - 0 [Архівовано 7 лютого 2016 у Wayback Machine.]  | Тулуза     | Альянц Рив'єра       | 3 лютого | 19:00 |
| Нант            | 3 - 1 [Архівовано 7 лютого 2016 у Wayback Machine.]  | Газелек    | Божуар — Луї Фонтено | 3 лютого | 19:00 |
| Реймс           | 2 - 1 [Архівовано 7 лютого 2016 у Wayback Machine.]  | Анже       | Огюст-Делон          | 3 лютого | 19:00 |
| Парі Сен-Жермен | 3 - 1 [Архівовано 6 лютого 2016 у Wayback Machine.]  | Лор'ян     | Парк де Пренс        | 3 лютого | 21:00 |
| Ренн            | 0 - 1 [Архівовано 4 лютого 2016 у Wayback Machine.]  | Сент-Етьєн | Руазон-Парк          | 4 лютого | 21:00 |

| Монако  | 1 - 0 [Архівовано 9 лютого 2016 у Wayback Machine.]   | Ніцца           | Луї II                | 6 лютого | 14:00 |
| Анже    | 0 - 3 [Архівовано 9 лютого 2016 у Wayback Machine.]   | Ліон            | Жан-Буен              | 6 лютого | 17:00 |
| Кан     | 0 - 2 [Архівовано 15 лютого 2016 у Wayback Machine.]  | Реймс           | Мішель-Д'Орнано       | 6 лютого | 20:00 |
| Лор'ян  | 1 - 1 [Архівовано 16 лютого 2016 у Wayback Machine.]  | Монпельє        | Стад дю Мустуар       | 6 лютого | 20:00 |
| Бастія  | 2 - 0 [Архівовано 16 лютого 2016 у Wayback Machine.]  | Труа            | Арман-Сезарі          | 6 лютого | 20:00 |
| Тулуза  | 0 - 0 [Архівовано 16 лютого 2016 у Wayback Machine.]  | Нант            | Муніципальний стадіон | 6 лютого | 20:00 |
| Газелек | 0 - 0 [Архівовано 15 лютого 2016 у Wayback Machine.]  | Генгам          | Анж-Казанова          | 6 лютого | 20:00 |
| Лілль   | 1 - 1 [Архівовано 12 квітня 2016 у Wayback Machine.]  | Ренн            | П'єр-Моруа            | 7 лютого | 14:00 |
| Бордо   | 1 - 4 [Архівовано 10 лютого 2016 у Wayback Machine.]  | Сент-Етьєн      | Матмют-Атлантик       | 7 лютого | 17:00 |
| Марсель | 1 - 2 [Архівовано 12 березня 2016 у Wayback Machine.] | Парі Сен-Жермен | Велодром              | 7 лютого | 21:00 |

| Ренн            | 1 - 0 [Архівовано 15 лютого 2016 у Wayback Machine.] | Анже    | Руазон-Парк          | 12 лютого | 20:30 |
| Парі Сен-Жермен | 0 - 0 [Архівовано 5 лютого 2016 у Wayback Machine.]  | Лілль   | Парк де Пренс        | 13 лютого | 17:00 |
| Газелек         | 2 - 3 [Архівовано 16 лютого 2016 у Wayback Machine.] | Труа    | Анж-Казанова         | 13 лютого | 20:00 |
| Монпельє        | 2 - 0 [Архівовано 16 лютого 2016 у Wayback Machine.] | Тулуза  | Стад де ла Моссон    | 13 лютого | 20:00 |
| Генгам          | 2 - 4 [Архівовано 16 лютого 2016 у Wayback Machine.] | Бордо   | Стад де Рудуру       | 13 лютого | 20:00 |
| Нант            | 2 - 1 [Архівовано 16 лютого 2016 у Wayback Machine.] | Лор'ян  | Божуар — Луї Фонтено | 13 лютого | 20:00 |
| Реймс           | 0 - 1 [Архівовано 16 лютого 2016 у Wayback Machine.] | Бастія  | Огюст-Делон          | 13 лютого | 20:00 |
| Ліон            | 4 - 1 [Архівовано 16 лютого 2016 у Wayback Machine.] | Кан     | Стад де Жерлан       | 14 лютого | 14:00 |
| Сент-Етьєн      | 1 - 1 [Архівовано 16 лютого 2016 у Wayback Machine.] | Монако  | Жоффруа Гішар        | 14 лютого | 17:00 |
| Ніцца           | 1 - 1 [Архівовано 16 лютого 2016 у Wayback Machine.] | Марсель | Альянц Рив'єра       | 14 лютого | 21:00 |

| Бордо           | 0 - 0 [Архівовано 26 березня 2016 у Wayback Machine.] | Ніцца      | Матмют-Атлантик       | 19 лютого | 20:30 |
| Парі Сен-Жермен | 4 - 1 [Архівовано 25 березня 2016 у Wayback Machine.] | Реймс      | Парк де Пренс         | 20 лютого | 17:00 |
| Монако          | 3 - 1 [Архівовано 13 березня 2016 у Wayback Machine.] | Труа       | Луї II                | 20 лютого | 20:00 |
| Лор'ян          | 4 - 3 [Архівовано 13 березня 2016 у Wayback Machine.] | Генгам     | Стад дю Мустуар       | 20 лютого | 20:00 |
| Анже            | 2 - 3 [Архівовано 25 березня 2016 у Wayback Machine.] | Монпельє   | Жан-Буен              | 20 лютого | 20:00 |
| Тулуза          | 1 - 1 [Архівовано 25 березня 2016 у Wayback Machine.] | Газелек    | Муніципальний стадіон | 20 лютого | 20:00 |
| Марсель         | 1 - 1 [Архівовано 17 березня 2016 у Wayback Machine.] | Сент-Етьєн | Велодром              | 21 лютого | 14:00 |
| Кан             | 1 - 0 [Архівовано 13 березня 2016 у Wayback Machine.] | Ренн       | Мішель-Д'Орнано       | 21 лютого | 17:00 |
| Лілль           | 1 - 0 [Архівовано 13 березня 2016 у Wayback Machine.] | Ліон       | П'єр-Моруа            | 21 лютого | 21:00 |
| Бастія          | 0 - 0 [Архівовано 17 березня 2016 у Wayback Machine.] | Нант       | Арман-Сезарі          | 9 березня | 18:30 |

| Ніцца      | 0 - 2 [Архівовано 16 березня 2016 у Wayback Machine.] | Бастія          | Альянц Рив'єра        | 26 лютого | 20:30 |
| Монпельє   | 3 - 0 [Архівовано 4 травня 2016 у Wayback Machine.]   | Лілль           | Стад де ла Моссон     | 27 лютого | 17:00 |
| Труа       | 0 - 1 [Архівовано 10 березня 2016 у Wayback Machine.] | Лор'ян          | Стад-де-л'Об          | 27 лютого | 20:00 |
| Генгам     | 2 - 2 [Архівовано 26 березня 2016 у Wayback Machine.] | Анже            | Стад де Рудуру        | 27 лютого | 20:00 |
| Тулуза     | 1 - 2 [Архівовано 13 березня 2016 у Wayback Machine.] | Ренн            | Муніципальний стадіон | 27 лютого | 20:00 |
| Реймс      | 4 - 1 [Архівовано 4 березня 2016 у Wayback Machine.]  | Бордо           | Огюст-Делон           | 27 лютого | 20:00 |
| Нант       | 0 - 0 [Архівовано 4 травня 2016 у Wayback Machine.]   | Монако          | Божуар — Луї Фонтено  | 28 лютого | 14:00 |
| Сент-Етьєн | 1 - 2 [Архівовано 16 березня 2016 у Wayback Machine.] | Кан             | Жоффруа Гішар         | 28 лютого | 17:00 |
| Ліон       | 2 - 1 [Архівовано 30 березня 2016 у Wayback Machine.] | Парі Сен-Жермен | Стад де Жерлан        | 28 лютого | 21:00 |
| Газелек    | 1 - 1 [Архівовано 24 лютого 2016 у Wayback Machine.]  | Марсель         | Анж-Казанова          | 9 березня | 18:30 |

| Кан             | 2 - 2 [Архівовано 8 березня 2016 у Wayback Machine.]  | Монако     | Мішель-Д'Орнано | 4 березня | 20:30 |
| Парі Сен-Жермен | 0 - 0 [Архівовано 11 березня 2016 у Wayback Machine.] | Монпельє   | Парк де Пренс   | 5 березня | 17:00 |
| Лілль           | 2 - 0 [Архівовано 10 травня 2016 у Wayback Machine.]  | Реймс      | П'єр-Моруа      | 5 березня | 20:00 |
| Ніцца           | 2 - 1 [Архівовано 8 березня 2016 у Wayback Machine.]  | Труа       | Альянц Рив'єра  | 5 березня | 20:00 |
| Бордо           | 1 - 1 [Архівовано 11 березня 2016 у Wayback Machine.] | Газелек    | Матмют-Атлантик | 5 березня | 20:00 |
| Анже            | 0 - 0 [Архівовано 8 березня 2016 у Wayback Machine.]  | Сент-Етьєн | Жан-Буен        | 5 березня | 20:00 |
| Бастія          | 0 - 0 [Архівовано 9 березня 2016 у Wayback Machine.]  | Лор'ян     | Арман-Сезарі    | 5 березня | 20:00 |
| Марсель         | 1 - 1 [Архівовано 12 липня 2018 у Wayback Machine.]   | Тулуза     | Велодром        | 6 березня | 14:00 |
| Ренн            | 4 - 1 [Архівовано 10 березня 2016 у Wayback Machine.] | Нант       | Руазон-Парк     | 6 березня | 17:00 |
| Ліон            | 5 - 1 [Архівовано 9 березня 2016 у Wayback Machine.]  | Генгам     | Стад де Жерлан  | 6 березня | 21:00 |

| Монако   | 2 - 2 [Архівовано 14 березня 2016 у Wayback Machine.] | Реймс           | Луї II                | 11 березня | 20:30 |
| Лор'ян   | 1 - 1 [Архівовано 16 березня 2016 у Wayback Machine.] | Марсель         | Стад дю Мустуар       | 12 березня | 17:00 |
| Монпельє | 0 - 2 [Архівовано 15 березня 2016 у Wayback Machine.] | Ніцца           | Стад де ла Моссон     | 12 березня | 20:00 |
| Генгам   | 2 - 0 [Архівовано 16 березня 2016 у Wayback Machine.] | Сент-Етьєн      | Стад де Рудуру        | 12 березня | 20:00 |
| Бастія   | 1 - 2 [Архівовано 16 квітня 2016 у Wayback Machine.]  | Лілль           | Арман-Сезарі          | 12 березня | 20:00 |
| Тулуза   | 4 - 0 [Архівовано 16 березня 2016 у Wayback Machine.] | Бордо           | Муніципальний стадіон | 12 березня | 20:00 |
| Газелек  | 1 - 0 [Архівовано 16 березня 2016 у Wayback Machine.] | Кан             | Анж-Казанова          | 12 березня | 20:00 |
| Труа     | 0 - 9 [Архівовано 17 березня 2016 у Wayback Machine.] | Парі Сен-Жермен | Стад-де-л'Об          | 13 березня | 14:00 |
| Нант     | 2 - 0 [Архівовано 17 березня 2016 у Wayback Machine.] | Анже            | Божуар — Луї Фонтено  | 13 березня | 17:00 |
| Ренн     | 2 - 2 [Архівовано 19 березня 2016 у Wayback Machine.] | Ліон            | Руазон-Парк           | 13 березня | 21:00 |

| Марсель         | 2 - 5 [Архівовано 21 березня 2016 у Wayback Machine.] | Ренн     | Велодром        | 18 березня | 20:30 |
| Сент-Етьєн      | 3 - 0 [Архівовано 31 березня 2016 у Wayback Machine.] | Монпельє | Жоффруа Гішар   | 19 березня | 17:00 |
| Лілль           | 1 - 0 [Архівовано 22 квітня 2016 у Wayback Machine.]  | Тулуза   | П'єр-Моруа      | 19 березня | 20:00 |
| Кан             | 2 - 1 [Архівовано 24 березня 2016 у Wayback Machine.] | Труа     | Мішель-Д'Орнано | 19 березня | 20:00 |
| Анже            | 5 - 1 [Архівовано 31 березня 2016 у Wayback Machine.] | Лор'ян   | Жан-Буен        | 19 березня | 20:00 |
| Реймс           | 0 - 1 [Архівовано 3 квітня 2016 у Wayback Machine.]   | Генгам   | Огюст-Делон     | 19 березня | 20:00 |
| Ліон            | 2 - 0 [Архівовано 30 березня 2016 у Wayback Machine.] | Нант     | Стад де Люм'єр  | 19 березня | 21:00 |
| Бордо           | 1 - 1 [Архівовано 31 березня 2016 у Wayback Machine.] | Бастія   | Матмют-Атлантик | 20 березня | 14:00 |
| Ніцца           | 3 - 0 [Архівовано 30 березня 2016 у Wayback Machine.] | Газелек  | Альянц Рив'єра  | 20 березня | 17:00 |
| Парі Сен-Жермен | 0 - 2 [Архівовано 24 березня 2016 у Wayback Machine.] | Монако   | Парк де Пренс   | 20 березня | 21:00 |

| Монако          | 1 - 2 [Архівовано 6 травня 2016 у Wayback Machine.] | Бордо      | Луї II                | 1 квітня | 20:30 |
| Парі Сен-Жермен | 4 - 1 [Архівовано 7 травня 2016 у Wayback Machine.] | Ніцца      | Парк де Пренс         | 2 квітня | 17:00 |
| Ренн            | 3 - 1 [Архівовано 4 травня 2016 у Wayback Machine.] | Реймс      | Руазон-Парк           | 2 квітня | 20:00 |
| Труа            | 0 - 1 [Архівовано 6 травня 2016 у Wayback Machine.] | Анже       | Стад-де-л'Об          | 2 квітня | 20:00 |
| Генгам          | 2 - 2 [Архівовано 6 травня 2016 у Wayback Machine.] | Монпельє   | Стад де Рудуру        | 2 квітня | 20:00 |
| Тулуза          | 2 - 0 [Архівовано 6 травня 2016 у Wayback Machine.] | Кан        | Муніципальний стадіон | 2 квітня | 20:00 |
| Газелек         | 0 - 2 [Архівовано 6 травня 2016 у Wayback Machine.] | Сент-Етьєн | Анж-Казанова          | 2 квітня | 20:00 |
| Нант            | 0 - 3 [Архівовано 7 травня 2016 у Wayback Machine.] | Лілль      | Божуар — Луї Фонтено  | 3 квітня | 14:00 |
| Бастія          | 2 - 1 [Архівовано 7 травня 2016 у Wayback Machine.] | Марсель    | Арман-Сезарі          | 3 квітня | 17:00 |
| Лор'ян          | 1 - 3 [Архівовано 7 травня 2016 у Wayback Machine.] | Ліон       | Стад дю Мустуар       | 3 квітня | 21:00 |

| Монпельє   | 0 - 2 [Архівовано 6 травня 2016 у Wayback Machine.]  | Ліон            | Стад де ла Моссон     | 8 квітня  | 20:30 |
| Генгам     | 0 - 2 [Архівовано 12 квітня 2016 у Wayback Machine.] | Парі Сен-Жермен | Стад де Рудуру        | 9 квітня  | 17:00 |
| Кан        | 1 - 2 [Архівовано 12 квітня 2016 у Wayback Machine.] | Лор'ян          | Мішель-Д'Орнано       | 9 квітня  | 20:00 |
| Сент-Етьєн | 1 - 0 [Архівовано 12 квітня 2016 у Wayback Machine.] | Труа            | Жоффруа Гішар         | 9 квітня  | 20:00 |
| Анже       | 0 - 0 [Архівовано 7 квітня 2016 у Wayback Machine.]  | Газелек         | Жан-Буен              | 9 квітня  | 20:00 |
| Тулуза     | 4 - 0 [Архівовано 12 квітня 2016 у Wayback Machine.] | Бастія          | Муніципальний стадіон | 9 квітня  | 20:00 |
| Реймс      | 2 - 1 [Архівовано 13 квітня 2016 у Wayback Machine.] | Нант            | Огюст-Делон           | 9 квітня  | 20:00 |
| Лілль      | 4 - 1 [Архівовано 13 квітня 2016 у Wayback Machine.] | Монако          | П'єр-Моруа            | 10 квітня | 14:00 |
| Ніцца      | 3 - 0 [Архівовано 13 квітня 2016 у Wayback Machine.] | Ренн            | Альянц Рив'єра        | 10 квітня | 17:00 |
| Марсель    | 0 - 0 [Архівовано 7 квітня 2016 у Wayback Machine.]  | Бордо           | Велодром              | 10 квітня | 21:00 |

| Ліон            | 1 - 1 [Архівовано 19 квітня 2016 у Wayback Machine.] | Ніцца      | Стад де Жерлан       | 15 квітня | 20:30 |
| Парі Сен-Жермен | 6 - 0 [Архівовано 18 квітня 2016 у Wayback Machine.] | Кан        | Парк де Пренс        | 16 квітня | 17:00 |
| Труа            | 2 - 1 [Архівовано 21 квітня 2016 у Wayback Machine.] | Реймс      | Стад-де-л'Об         | 16 квітня | 20:00 |
| Бордо           | 1 - 3 [Архівовано 20 квітня 2016 у Wayback Machine.] | Анже       | Матмют-Атлантик      | 16 квітня | 20:00 |
| Лор'ян          | 1 - 1 [Архівовано 19 квітня 2016 у Wayback Machine.] | Тулуза     | Стад дю Мустуар      | 16 квітня | 20:00 |
| Бастія          | 0 - 1 [Архівовано 19 квітня 2016 у Wayback Machine.] | Сент-Етьєн | Арман-Сезарі         | 16 квітня | 20:00 |
| Газелек         | 2 - 4 [Архівовано 20 квітня 2016 у Wayback Machine.] | Лілль      | Анж-Казанова         | 16 квітня | 20:00 |
| Нант            | 0 - 2 [Архівовано 20 квітня 2016 у Wayback Machine.] | Монпельє   | Божуар — Луї Фонтено | 17 квітня | 14:00 |
| Ренн            | 0 - 3 [Архівовано 20 квітня 2016 у Wayback Machine.] | Генгам     | Руазон-Парк          | 17 квітня | 17:00 |
| Монако          | 2 - 1 [Архівовано 20 квітня 2016 у Wayback Machine.] | Марсель    | Луї II               | 17 квітня | 21:00 |

| Ніцца      | 2 - 0 [Архівовано 26 травня 2016 у Wayback Machine.] | Реймс           | Альянц Рив'єра        | 22 квітня | 20:30 |
| Тулуза     | 2 - 3 [Архівовано 17 травня 2016 у Wayback Machine.] | Ліон            | Муніципальний стадіон | 23 квітня | 17:30 |
| Марсель    | 1 - 1 [Архівовано 27 квітня 2016 у Wayback Machine.] | Нант            | Велодром              | 24 квітня | 14:00 |
| Монпельє   | 4 - 1 [Архівовано 27 квітня 2016 у Wayback Machine.] | Труа            | Стад де ла Моссон     | 24 квітня | 17:00 |
| Генгам     | 1 - 1 [Архівовано 27 квітня 2016 у Wayback Machine.] | Кан             | Стад де Рудуру        | 24 квітня | 17:00 |
| Сент-Етьєн | 2 - 0 [Архівовано 23 травня 2016 у Wayback Machine.] | Лор'ян          | Жоффруа Гішар         | 24 квітня | 17:00 |
| Газелек    | 3 - 2 [Архівовано 27 квітня 2016 у Wayback Machine.] | Бастія          | Анж-Казанова          | 24 квітня | 17:00 |
| Ренн       | 1 - 1 [Архівовано 27 травня 2016 у Wayback Machine.] | Монако          | Руазон-Парк           | 24 квітня | 17:00 |
| Лілль      | 0 - 0 [Архівовано 22 квітня 2016 у Wayback Machine.] | Анже            | П'єр-Моруа            | 27 квітня | 18:30 |
| Бордо      | 1 - 1 [Архівовано 17 травня 2016 у Wayback Machine.] | Парі Сен-Жермен | Матмют-Атлантик       | 11 травня | 20:30 |

| Парі Сен-Жермен | 4 - 0 [Архівовано 2 травня 2016 у Wayback Machine.]  | Ренн     | Парк де Пренс        | 29 квітня | 20:30 |
| Нант            | 1 - 0 [Архівовано 9 травня 2016 у Wayback Machine.]  | Ніцца    | Божуар — Луї Фонтено | 30 квітня | 14:00 |
| Сент-Етьєн      | 0 - 0 [Архівовано 9 травня 2016 у Wayback Machine.]  | Тулуза   | Жоффруа Гішар        | 30 квітня | 17:00 |
| Труа            | 2 - 4 [Архівовано 4 травня 2016 у Wayback Machine.]  | Бордо    | Стад-де-л'Об         | 30 квітня | 19:00 |
| Кан             | 0 - 0 [Архівовано 8 травня 2016 у Wayback Machine.]  | Бастія   | Мішель-Д'Орнано      | 30 квітня | 19:00 |
| Монако          | 3 - 2 [Архівовано 9 травня 2016 у Wayback Machine.]  | Генгам   | Луї II               | 30 квітня | 19:00 |
| Лор'ян          | 0 - 1 [Архівовано 3 травня 2016 у Wayback Machine.]  | Лілль    | Стад дю Мустуар      | 30 квітня | 19:00 |
| Реймс           | 2 - 3 [Архівовано 8 травня 2016 у Wayback Machine.]  | Монпельє | Огюст-Делон          | 30 квітня | 19:00 |
| Ліон            | 2 - 1 [Архівовано 12 травня 2016 у Wayback Machine.] | Газелек  | Стад де Жерлан       | 30 квітня | 21:00 |
| Анже            | 0 - 1 [Архівовано 9 травня 2016 у Wayback Machine.]  | Марсель  | Жан-Буен             | 1 травня  | 17:00 |

| Лілль    | 0 - 0 [Архівовано 3 травня 2016 у Wayback Machine.]  | Генгам          | П'єр-Моруа            | 7 травня | 21:00 |
| Ліон     | 6 - 1 [Архівовано 12 травня 2016 у Wayback Machine.] | Монако          | Стад де Жерлан        | 7 травня | 21:00 |
| Марсель  | 1 - 0 [Архівовано 12 травня 2016 у Wayback Machine.] | Реймс           | Велодром              | 7 травня | 21:00 |
| Монпельє | 2 - 0 [Архівовано 17 травня 2016 у Wayback Machine.] | Ренн            | Стад де ла Моссон     | 7 травня | 21:00 |
| Ніцца    | 2 - 0 [Архівовано 17 травня 2016 у Wayback Machine.] | Сент-Етьєн      | Альянц Рив'єра        | 7 травня | 21:00 |
| Бордо    | 3 - 0 [Архівовано 12 травня 2016 у Wayback Machine.] | Лор'ян          | Матмют-Атлантик       | 7 травня | 21:00 |
| Нант     | 1 - 2 [Архівовано 17 травня 2016 у Wayback Machine.] | Кан             | Божуар — Луї Фонтено  | 7 травня | 21:00 |
| Бастія   | 1 - 0 [Архівовано 17 травня 2016 у Wayback Machine.] | Анже            | Арман-Сезарі          | 7 травня | 21:00 |
| Тулуза   | 1 - 0 [Архівовано 17 травня 2016 у Wayback Machine.] | Труа            | Муніципальний стадіон | 7 травня | 21:00 |
| Газелек  | 0 - 4 [Архівовано 12 травня 2016 у Wayback Machine.] | Парі Сен-Жермен | Анж-Казанова          | 7 травня | 21:00 |

| Ренн            | 1 - 2 [Архівовано 17 травня 2016 у Wayback Machine.] | Бастія   | Руазон-Парк     | 14 травня | 21:00 |
| Труа            | 1 - 1 [Архівовано 18 травня 2016 у Wayback Machine.] | Марсель  | Стад-де-л'Об    | 14 травня | 21:00 |
| Кан             | 1 - 0 [Архівовано 17 травня 2016 у Wayback Machine.] | Бордо    | Мішель-Д'Орнано | 14 травня | 21:00 |
| Монако          | 2 - 0 [Архівовано 17 травня 2016 у Wayback Machine.] | Монпельє | Луї II          | 14 травня | 21:00 |
| Генгам          | 2 - 3 [Архівовано 17 травня 2016 у Wayback Machine.] | Ніцца    | Стад де Рудуру  | 14 травня | 21:00 |
| Сент-Етьєн      | 0 - 1 [Архівовано 15 травня 2016 у Wayback Machine.] | Лілль    | Жоффруа Гішар   | 14 травня | 21:00 |
| Парі Сен-Жермен | 4 - 0 [Архівовано 17 травня 2016 у Wayback Machine.] | Нант     | Парк де Пренс   | 14 травня | 21:00 |
| Лор'ян          | 1 - 0 [Архівовано 18 травня 2016 у Wayback Machine.] | Газелек  | Стад дю Мустуар | 14 травня | 21:00 |
| Анже            | 2 - 3 [Архівовано 17 травня 2016 у Wayback Machine.] | Тулуза   | Жан-Буен        | 14 травня | 21:00 |
| Реймс           | 4 - 1 [Архівовано 18 травня 2016 у Wayback Machine.] | Ліон     | Огюст-Делон     | 14 травня | 21:00 |

## Статистика

### Найкращі бомбардири
| # | Гравець            | Клуб            | Голи |
| - | ------------------ | --------------- | ---- |
| 1 | Златан Ібрагімович | Парі Сен-Жермен | 38   |
| 2 | Александр Ляказетт | Олімпік (Ліон)  | 21   |
| 3 | Едінсон Кавані     | Парі Сен-Жермен | 19   |
| 4 | Хатем Бен Арфа     | Ніцца           | 17   |
| 4 | Міши Батшуайї      | Марсель         | 17   |
| 4 | Віссам Бен Єддер   | Тулуза          | 17   |

### Хет-трики
| Гравець             | Клуб            | Суперник   | Результат                                           | Дата             |
| ------------------- | --------------- | ---------- | --------------------------------------------------- | ---------------- |
| Набіл Фекір         | Ліон            | Кан        | 4-0 [Архівовано 29 серпня 2015 у Wayback Machine.]  | 29 серпня 2015   |
| Александр Ляказетт  | Ліон            | Сент-Етьєн | 3–0 [Архівовано 28 березня 2016 у Wayback Machine.] | 8 листопада 2015 |
| Віссам Бен Єддер    | Тулуза          | Реймс      | 3–1 [Архівовано 28 березня 2016 у Wayback Machine.] | 9 січня 2016     |
| Усман Дембеле       | Ренн            | Нант       | 4–1 [Архівовано 7 березня 2016 у Wayback Machine.]  | 6 березня 2016   |
| Златан Ібрагімович4 | Парі Сен-Жермен | Труа       | 9–0 [Архівовано 20 травня 2016 у Wayback Machine.]  | 13 березня 2016  |
| Златан Ібрагімович  | Парі Сен-Жермен | Ніцца      | 4–1 [Архівовано 15 квітня 2016 у Wayback Machine.]  | 2 квітня 2016    |
| Хатем Бен Арфа      | Ніцца           | Ренн       | 3–0 [Архівовано 20 квітня 2016 у Wayback Machine.]  | 10 квітня 2016   |
| Соф'ян Буфал        | Лілль           | Газелек    | 4–2 [Архівовано 21 квітня 2016 у Wayback Machine.]  | 16 квітня 2016   |
| Едінсон Кавані      | Парі Сен-Жермен | Газелек    | 4–0 [Архівовано 13 вересня 2016 у Wayback Machine.] | 7 травня 2016    |
| Александр Ляказетт  | Ліон            | Монак      | 6–1 [Архівовано 13 вересня 2016 у Wayback Machine.] | 7 травня 2016    |

Примітка
4 Гравець забив 4 голи